# Osterhusischer Akkord

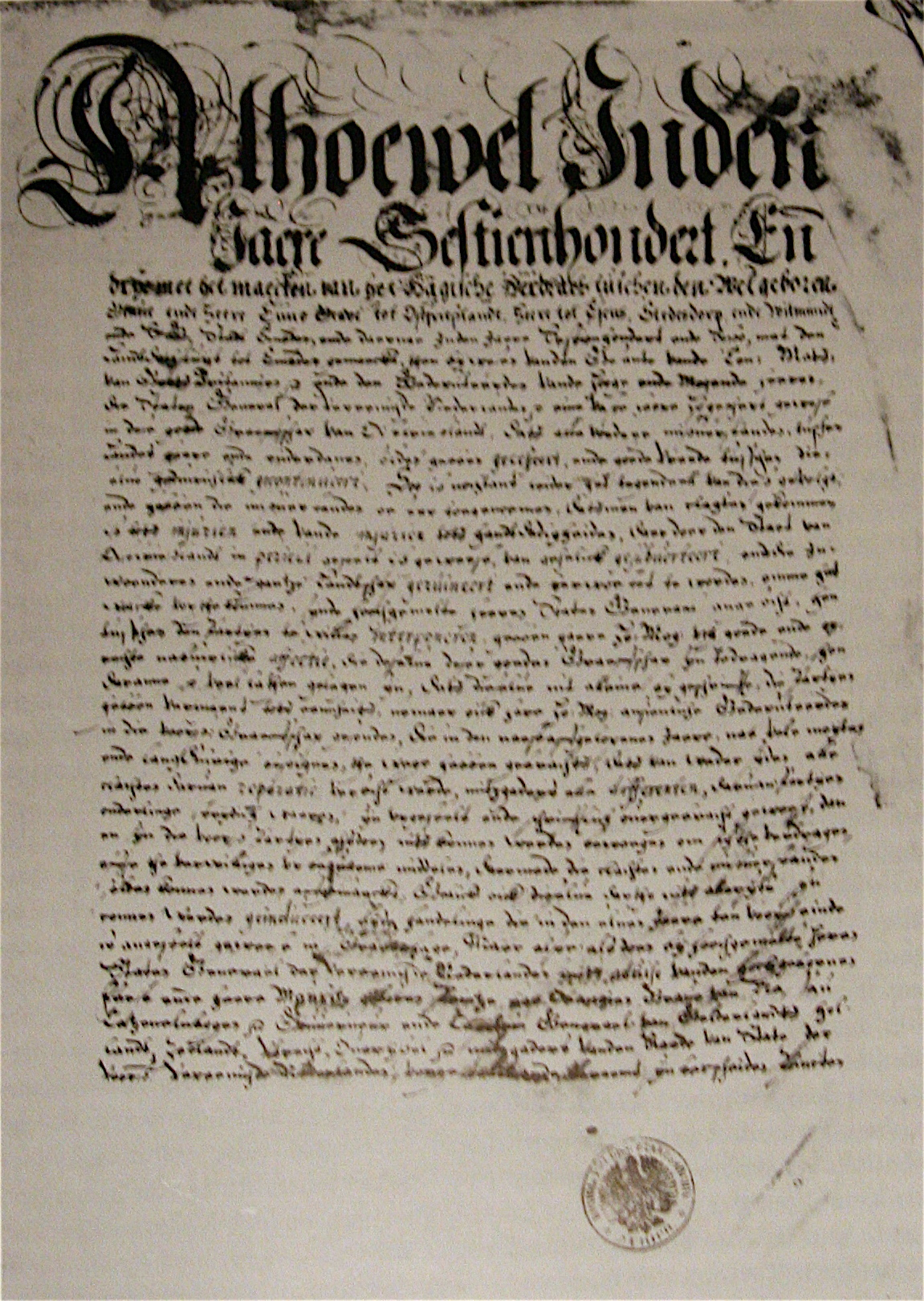
Titelblatt des Osterhusischen Akkords

Der Osterhusische Akkord ist eine von Enno III. am 21. Mai 1611 in Osterhusen unter Vermittlung der niederländischen Generalstaaten unterzeichnete Vereinbarung mit den revoltierenden ostfriesischen Ständen der Grafschaft Ostfriesland. Der Osterhusische Akkord bestätigte noch einmal vorangehende Landesverträge und schrieb die Hoheit der Stände in Gesetzgebung, Steuererhebung und Rechtsprechung fest. Seine Bestimmungen regelten das Verhältnis zwischen Graf und Ständen (sowie insbesondere der Stadt Emden).

## Hintergrund
Innenpolitische Gegensätze zwischen dem Grafen Enno III. und der Stadt Emden entluden sich trotz wiederholter Einigungsversuche wie dem Vergleich von Delfzijl von 1595 und dem Haager Vergleich von 1603 seit 1609 in militärischen Aktionen der Emder ständischen Garnison gegen den Grafen. So kam es unter anderem zur Besetzung von Aurich und Greetsiel durch die ständischen Truppen.

## Der Akkord
Unter dem Druck und der Vermittlung der niederländischen Generalstaaten (als Garantiemacht) wurde auf einem allgemeinen Landtag in Osterhusen am 21. Mai 1611 ein Vertrag zwischen dem Grafen und den Ständen geschlossen, der das beiderseitige Verhältnis regelt. Auf 34 Pergamentblättern wurde in 91 Artikeln auf niederländischer Sprache eine weitgehende Beschränkung der gräflichen Befugnisse festgehalten. So wurde unter anderem die Steuerhoheit der Stände bestätigt und eine weitgehende Eigenständigkeit Emdens innerhalb der Grafschaft vereinbart. Zudem wurden das gräfliche Hofgericht der Aufsicht der Stände unterstellt, die Abgaben der Bauern an den Landesherren beschränkt sowie das Recht der Landesgemeinden, ihre Deich- und Sielrichter frei wählen zu können, in das Vertragswerk aufgenommen.

## Die Vertragspartner
Unterzeichnet wurde der Vertrag, der in holländischer Sprache niedergeschrieben wurde, vom Grafen Enno III., vier Vertretern des Adels, je einem Vertreter der Städte Emden, Aurich und Norden, einem Vertreter des dritten Standes, der Bauernschaft, sowie sieben niederländische Delegierten.
Für die Generalstaaten unterschrieben Albert Joachim, Ritzke van Ringie, Abel Coenders, Johann Biel, Bartholt Cromholt, Willem Borre van Amerongen, und Hendrik Benting das Vertragswerk.
Die Ritterschaft entsandte Philipp Wilhelm von Innhausen und Knyphausen, Joos Haene, Scotto Beninga, und Henrich Dieffenbruch nach Osterhusen. Die Städte waren durch Menso Alting (Emden), Bernhard Aschebergen (Norden) und Michael Buttermann (Aurich) vertreten, während die Bauernschaft als dritter Stand ihrem Syndikus Dr. Sixtus von Amama das Mandat erteilte.

## Folgen
Durch den „Osterhusischen Akkord“ wurde die Grafschaft Ostfriesland im Grunde zu einer repräsentativen Demokratie. Die Grafen und Fürsten von Ostfriesland waren in der Folgezeit finanziell vollständig von den Ständen abhängig. Aufgrund dieser Bedeutung wird er oft als „Magna Charta“ der Ostfriesischen Stände bezeichnet. Von dem Osterhusischen Akkord sind bis heute noch fünf Originale erhalten. Vier befinden sich im Niedersächsischen Landesarchiv (Standort Aurich) (eine davon auf Papier), ein weiteres im Stadtarchiv Emden.

## Osterhusen

Denkmal für den Osterhusischen Akkord.

Der Ort der Vertragsunterzeichnung wurde mit Bedacht gewählt. Osterhusen galt als neutrales Gebiet, während Emden als Hochburg der Opposition ebenso ausschied, wie das nur wenige Kilometer entfernte Hinte, weil die Besitzer der dortigen Burg, die Familie von Frese Ratgeber des ostfriesischen Grafengeschlechts Cirksena waren. Für Osterhusen sprach zudem die gute Verkehrsanbindung. Der Ort lag damals an der Poststraße von Aurich nach Emden und war so für alle Beteiligten gut zu erreichen. Und so kamen die Vertragspartner am 21. Mai 1611 in einem Bauernhaus zusammen, das unmittelbar an der Einmündung der Straße nach Canhusen in den Postweg gestanden haben soll. Von dem Accordhaus liegt nur eine Beschreibung vor. Das alte Bauernhaus stürzte 1712 ein. Ein Jahr später wurde es wieder aufgebaut und mit einer Inschriftentafel auf Niederländisch versehen, die an das historische Ereignis erinnerte. In Niederländischer Sprache stand dort:  Het oude Huis waerin het Oisterhuisische Accordt anno 1611 opgericht is vervallen synd is op dese wyse vernieut anno 1712 (Das alte Haus, worin der Osterhusische Accord im Jahre 1611 geschlossen worden ist, ist, nachdem es verfallen war, auf diese Weise erneuert worden im Jahre 1712).
Dieses Gebäude brannte 1881 bis auf die Grundmauern nieder und wurde anschließend abgerissen. Erhalten blieb lediglich die Inschriftentafel, die heute im Ostfriesischen Landesmuseum in Emden ausgestellt wird. In Osterhusen erinnert seit dem 22. Mai 2011 ein Denkmal an die Vertragsunterzeichnung. Es ist der Silhouette des Akkordhauses nachempfunden und enthält eine Kopie der Gedenktafel.